# Iris Falcam
Iris Green Falcam (* 25. August 1938; † 19. Februar 2010) war eine in den USA geborene mikronesische Bibliothekarin, Forscherin und Staatsdienerin. Falcam diente als First Lady der Föderierten Staaten von Mikronesien von 1999 bis 2003 während der Amtszeit ihres Mannes, dem ehemaligen Präsidenten Leo Falcam.

## Leben
Iris Falcam stammte aus Hawaii, wohnte aber mehr als vierzig Jahre lang in den heutigen Föderierten Staaten von Mikronesien. Sie besuchte sowohl die University of Hawaii at Manoa als auch die Kapiolani Technical School, die heute Kapiolani Community College heißt.
Falcam arbeitete von 1979 bis zu ihrem Tod im Jahr 2010 als Bibliothekarin und Forscherin für die Sammlung des College of Micronesia-FSM Pacific Islands. Sie arbeitete auch als Bibliothekarin für den Kongress der Föderierten Staaten von Mikronesien, sowie für das Büro für Öffentlichkeitsarbeit im Hauptquartier des Trust Territory of the Pacific Islands auf Saipan zu Beginn ihrer Karriere. Zu Falcams zahlreichen bürgerlichen Engagements in Mikronesien gehörten ein Sitz im Vorstand der Pohnpei Catholic School, die Schatzmeisterin des Pohnpei Lions Club und die Mitgliedschaft in einer katholischen Frauenorganisation namens Lih en Mercedes.
Iris Green Falcam starb am Freitag, den 19. Februar 2010 in Pohnpei. Sie wurde von ihrem Ehemann, dem ehemaligen Präsidenten Leo Falcam, überlebt. Präsident Manny Mori nannte Falcam eine "gütige und fürsorgliche Mutter unserer Nation".